# Victory Run
Victory Run (ビクトリーラン栄光の13,000キロ― Bikutoriran Eikou no 13,000 Kiroo?, "Victory Run: 13,000 Kilometers of Glory") es un videojuego de carreras de 1987 lanzado para PC Engine, y también disponible en Consola Virtual de Wii y Wii U y en PlayStation Network de PlayStation 3. El juego muestra el Rally Dakar, uno de los primeros en hacerlo. Una de las características únicas en el momento del lanzamiento de Victory Run era que las piezas del automóvil se degradaban a medida que se usaban y/o maltrataban. Las piezas degradadas se podían reemplazar, pero solo si el jugador tenía el tipo correcto de repuesto. El jugador puede adquirir hasta 20 piezas de repuesto antes de la primera carrera, pero no puede adquirir más piezas de repuesto después de comenzar la primera carrera.

## Recepción
Computer and Video Games calificó la versión de PC Engine con un 80% en 1989.
IGN calificó la versión de la Consola Virtual con 6.5 sobre 10 en 2006.